# Música profana
La denominació de música profana actua, en principi, per oposició a la de música religiosa. La frontera entre aquests dos grans gèneres es dona amb relació a la intencionalitat originària d'aquesta música.

## Visió de conjunt
De totes maneres, ni la divisió ni l'extensió del concepte de profà aplicat a la música són sempre del tot clars:
- La classificació s'aplica gairebé de forma exclusiva a la música vocal i, normalment, no es consideraria procedent designar, per exemple, la música de cambra, com a música profana. D'aquí es desprèn que és la música dotada d'un text la que pot rebre una consideració o altra, i que és en funció de la temàtica d'aquest que la música rep una consideració o una altra.

- La categorització s'aplica sobretot als repertoris, però també es pot aplicar a les pràctiques.

- Qualsevol repertori és susceptible de ser reutilitzat modificant la intencionalitat d'aquesta interpretació. La categorització d'una composició o un repertori com a música profana resta sempre vinculada a la intencionalitat primera.

## Contextos de la música profana
Existeixen nombrosos exemples de música vocal profana dins de la música folklòrica i tradicional, vinculats a totes aquelles situacions de la vida quotidiana de les diferents cultures que han generat música sense vincles amb la religió. En són exemples les cançons de treball, les cançons de bressol, les cançons amatòries.
Durant el transcurs de la història de la música europea, hi ha una sèrie de fites importants en la música profana entre les quals destaquen:
- La música dels trobadors i altres moviments que arreu d'Europa sorgeixen sota la seva influència. De fet, la tradició de la cançó de temàtica profana ha perviscut des d'aleshores vinculada a la tradició de la música clàssica europea, transcendint els canvis d'estil.

- Les cançons polifòniques de l'Ars Antiqua, al segle xiii i de l'Ars Nova al segle xiv les quals, tot i partir sovint de melodies provinents del cant gregorià tenen ja una intencionalitat del tot profana.

- Les cançons polifòniques de temàtica profana dels compositors de l'escola francoflamenca, al segle xv.

- La fita més important de la música profana al segle xvi fou el madrigal, però tampoc no s'ha d'oblidar la chanson a França, ni altres gèneres més lleugers com la frottola a Itàlia.

- La gran creació del repertori profà al segle xvii, al Barroc, fou l'òpera; també va ser notable la importància de la cantata, si bé aquesta forma musical es va fer més present en el repertori religiós.

- Al segle xix, amb el Romanticisme, la cançó profana de caràcter artístic va assolir una fita molt elevada amb el Lied per a veu i piano.